# 秘密の結婚
『秘密の結婚』（ひみつのけっこん、伊語：Il matrimonio segreto）は、ドメニコ・チマローザが作曲したオペラ。
- 原語題名：Il matrimonio segreto
- 台本：ジョヴァンニ・ベルターティ
- 初演：1792年2月7日、ウィーン・ブルク劇場

モーツァルトと並び称されるオペラ作曲家であるチマローザの代表作であり、モーツァルトの作品を除けば、18世紀のオペラ・ブッファとしては、上演され続けてきた数少ない作品のひとつである。
また１９世紀フランスの文豪スタンダールがモーツァルトの『フィガロの結婚』や『ドン・ジョヴァンニ』とともに、その生涯で最も愛したオペラ・ブッファでもある。

## 登場人物
- ジェロニモ（バス） - 裕福な商人
- エリゼッタ（ソプラノ） - ジェロニモの長女
- カロリーナ（ソプラノ） - ジェロニモの次女
- フィダルマ（メゾソプラノ） - ジェロニモの妹で未亡人
- ロビンソン伯爵（バス） - 金持ちの伯爵
- パオリーノ（テノール） - ジェロニモの使用人で若い法律家

## あらすじ

### 第1幕
第1場 ジェロニモ家のサロン
商人・ジェロニモの屋敷で、次女のカロリーナと使用人のパオリーノが秘密の結婚を果たし、一刻も早く公認の仲になりたいと語っていた。そこでパオリーノは、姉娘のエリゼッタとロビンソン伯爵を結婚させて、自分たちの結婚を認めさせようと考える。しかし、ロビンソン伯爵は妹のカロリーナの方に一目惚れしてしまう。
第2場 応接室
パオリーノはジェロニモの妹であるフィダルマに相談を持ちかけるが、フィダルマはパオリーノに気があったため、事態はさらに悪くなる。

### 第2幕
第1場 応接室
ロビンソン伯爵がエリゼッタと結婚しないと宣言したため、ジェロニモは怒り狂う。しかし、カロリーナを嫁にもらえるなら持参金は半分で良いと迫るロビンソン伯爵に、父・ジェロニモの心は揺れる。混乱のなか、フィダルマにまで言い寄られたパオリーノは卒倒し、フィダルマに介抱されているところをカロリーナに見られてしまう。誤解を解くため、短剣を取り出して命がけでパオリーノは愛を誓う。そして2人はついに駆け落ちを決心する。その一方で、姉のエリゼッタはロビンソン伯爵が自分に振り向かないことに腹を立て、叔母のフィダルマとともに邪魔者であるカロリーナを追い出そうと計画する。
第2場 サロン
パオリーノは夜中にカロリーナの部屋に忍び込んだ。何も知らないロビンソン伯爵もカロリーナの部屋に行こうとするが、見張っていたエリゼッタに見つかって部屋に引き返してしまう。怪しむエリゼッタは、聞こえてきた声にロビンソン伯爵とカロリーナが密会していると思い込み、2人に出て来るように叫ぶが、部屋から出てきたのはパオリーノだった。2人の結婚が明らかになり、ロビンソン伯爵はついにカロリーナを諦めてエリゼッタと結婚することを約束する。